# Putat (Purwodadi)
Putat is een bestuurslaag in het regentschap Grobogan van de provincie Midden-Java, Indonesië. Putat telt 4601 inwoners (volkstelling 2010).